# Ixora siantanensis
Ixora siantanensis är en måreväxtart som beskrevs av Cornelis Eliza Bertus Bremekamp. Ixora siantanensis ingår i släktet Ixora och familjen måreväxter. Inga underarter finns listade i Catalogue of Life.